# 郷司基晴
郷司 基晴（ごうし もとはる、1957年11月19日 - ）は、日本の写真作家。

## 経歴
東京都文京区に生まれる。幼少の頃から絵画や習字を習う。小学校時代は絵画や工作品作りに精を出した。東京都美術館で開催されている美術団体への絵画の出品をはじめ、東京都児童発明くふう展へ3年連続で工作品を出品し、全て入選を果たす。第13回目の展覧会においては特別賞受賞した。これら作品全ては、杉並区立科学館にてコレクションされている。
高校はサレジアンポリテクニックに進学した。最初の3年間はインダストリアルデザインを学び、残りの2年間グラフィックデザインを学ぶ。在学中の郷司は、最初の3年間は学校規定のカルキュラムをこなしていたものの、残りの2年間においてはビジュアルアートに熱中し、それは学校の本来の工業デザインから外れていたため、他の生徒と違い教師から課題を与えられず、作品制作においては自由に作るようにと言われ、郷司は作品を作り続けた。その作品数は大量で、2年間で製作した作品数は優に1000点を超えた。
卒業後、広告代理店にてグラフィックデザイナーとして就労するが、激務と精神疲労により病気療養を余儀なくされる。
その後、メンタルリハビリを兼ねて東京工芸大学に入学した。たちまち郷司は写真の魅力に取り憑かれ、完璧な現像技術（ゼラチンシルバープリント）の習得に専念する。容姿、写真表現と共に独自の世界観を確立していたため、細江英公名誉教授も認める特異な存在であった。在学時にフォックスタルボット賞を入賞、研究生を経て同大学を卒業した。
その後、フォトグラファーの父の家業を手伝いつつ、精力的に作品を制作、展覧会にて発表し続けた。創作活動の根源と成すものは、常に「美」への探究であった。その後、独立し現在に至る。

## 略歴
- 1957年 - 父・郷司啓雅、母・愛子の長男として東京都文京区で生まれる。杉並区の小学校、中学校で教育を受ける。
- 1973年-1978年 - サレジアンポリテクニック（Salesian Polytecnic）卒業。在学時、工業デザインをフランツ・ヘンドリックス（Pro. Dr., Franz Hendrix）に師事、その後､グラフィックデザインを学ぶ。
- 1978年-1979年 - グラフィックデザイナーとして勤務。激務と精神疲労のため精神を病み、病気療養をする。
- 1979年-1980年 - 東京工芸大学写真学科に入学､精神のリハビリを兼ねていた。
- 1981年 - 同大学在籍中フォックスタルボット賞に入賞。
- 1982年 - 1983年 - 東京工芸大研究生、プリントテクニックに没頭する。卒業。
- 1983年以降 - 写真家である父・啓雅のCasey Photo Serviceにおいて家業を手伝いつつ精力的に作品を制作、発表する。
- 2001年 - Casey Photo Serviceから独立。

## 展覧会一覧
| 年号 | 展覧会名 | 形式       | 場所                                                    | 場所         |
| ---- | --- | ---------- | ------------------------------------------------------- | ------------ |
| 1981 | Virginia（ヴァージニア） | グループ展 | 写大ギャラリー                                          | 東京         |
| 1984 | Planets（プラネッツ） 「惑星」 | 個展       | 西瓜糖                                                  | 東京         |
| 1984 | System of Romance（システム オブ ロマンス） 「記憶の様式」                                                                        | 個展       | 西瓜糖                                                  | 東京         |
| 1987 | Sous-entendu（スー・ゾン・タンデュ）                                                                                              | 個展       | 西瓜糖                                                  | 東京         |
| 1987 | Theatre Photo（テアトル・フォト）                                                                                                 | 個展       | アートスペース 美蕾樹                                   | 東京         |
| 1987 | Muemurer（ムルミュール） 「ささやき」                                                                                             | 個展       | アートスペース 美蕾樹                                   | 東京         |
| 1988 | アダムとイヴの神話 「花」 | 個展       | アートスペース 美蕾樹                                   | 東京         |
| 1988 | Eclore(エクロール） 「卯化」 | 個展       | フォト・インターフォーム                                | 大阪         |
| 1989 | Delices et ostentations du perimetre interieur (デリッシュ・エ・オストンタシオン・デュ・ペリメトール・アンテリア） 「虚飾の甘美」 | 個展       | 西瓜糖                                                  | 東京         |
| 1989 | Vien-entendu （ヴィエン・エンタンデュ）                                                                                           | 個展       | ギャラリー・セルジュ                                    | パリ         |
| 1990 | 光響 | グループ展 | AIギャラリー                                            | 東京         |
| 1991 | Photo Salon（フォトサロン） | グループ展 | デイヴィッド&エイドリアン・ギャラリー                   | ロサンゼルス |
| 1991 | Delices et ostentations du perimetre interieur （デリッシュ・エ・オストンタシオン・デュ・ペリメトール・アンテリア）               | 個展       | ギャラリー・ブリュッセル                                | ベルギー     |
| 1991 | 光響 | グループ展 | AIギャラリー                                            | 東京         |
| 1991 | Wedding Day（ウェディング デイ）                                                                                                  | グループ展 | パルコギャラリー                                        | 東京         |
| 1991 | High-Tech Plants 「空想植物園」                                                                                                   | グループ展 | 阪神デパート                                            | 東京         |
| 1992 | Flower in Photography （フラワー イン フォトグラフィー）                                                                          | 4人展      | ザ・コンテンポラリー・アートギャラリー 池袋西武デパート | 東京         |
| 1993 | Cololles de fleurs （コロル・デ・フラー） 「花弁のささやき」                                                                      | 個展       | アミューズ ギンザ・コマツ                               | 東京         |
| 1995 | Waltz Vol.Ⅰ | 個展       | 西瓜糖                                                  | 東京         |
| 1995 | Waltz Vol.Ⅱ | 個展       | 西瓜糖                                                  | 東京         |
| 1996 | Waltz Vol.Ⅱ | 個展       | 西瓜糖                                                  | 東京         |
| 1998 | 方解石「郷司基晴展」 | 個展       | 江寿画廊                                                | 京都         |
| 1999 | 郷司基晴展 | 個展       | デルタ・ミラージュ                                      | 東京         |
| 2000 | 郷司基晴展 | 個展       | AIギャラリー                                            | 東京         |
| 2001 | Calices de fleurs（カリス・デ・フラー）                                                                                           | 個展       | 西瓜糖                                                  | 東京         |
| 2002 | スポーツと気晴らし 「オマージュ・ア・エリック・サティー」                                                                         | 個展       | 西瓜糖                                                  | 東京         |
| 2003 | 郷司基晴展 「花冠」 | 個展       | ギャラリー「覚」                                        | 東京         |
| 2004 | ロベルトは今夜 「オマージュ・デュ・ピエール・クロソウスキー」                                                                     | 個展       | アートスペース 美蕾樹                                   | 東京         |
| 2005 | Waltz Vol.Ⅳ | 個展       | ギャラリー「G」                                         | 東京         |
| 2007 | 郷司基晴展 Calsite（カルサイト） 「方解石                                                                                         | 個展       | サブタレニアンズ                                        | 大阪         |
| 2007 | 郷司基晴展 Calices de fleurs（カリス・デ・フラー） 「花冠」                                                                       | 個展       | サブタレニアンズ                                        | 大阪         |

1. ↑  ロバート・メイプルソープ、イモージン・カニンガム、ブルース・ウェーバー、他
2. ↑  ロバート・メイプルソープ、トニー・カターニ、他